# Alawar
Alawar, conosciuto anche come Alwar Games Group o Alwar Entertainment, è uno sviluppatore, distributore e editore russo di videogiochi per PC, per piattaforme mobili e per console e altri dispositivi. Principalmente si occupa di giochi mid-core per giocatori esperti, ai quali si affiancano anche quelli scaricabili, sia casual sia free-to-play, per PC, Mac, iOS, Android, Playstation, Xbox, social media e altre piattaforme.
I giochi dell'azienda hanno venduto più di un miliardo di copie in oltre 100 nazioni e sono stati tradotti in più di 10 lingue.
Ogni anno Alawar distribuisce tra i 10 e i 15 nuovi progetti casual e mid-core , sviluppati da team interni e esterni alla società. La sede centrale è ubicata a Novosibirsk e dà lavoro a oltre 50 dipendenti.
Dal 2015, Alawar organizza periodici tirocini rivolti a studenti e a neolaureati. Nel 2017, l'azienda ha preso parte alla creazione e all'avvio del nuovo programma del master in Sviluppo di videogiochi presso l'Università Statale di Novosibirsk, preparando il programma del corso e aiutando nella selezione delle materie e degli esperti.
Nel 2019, tra le attività di supporto degli studenti, si annoverano una serie di eventi educativi che l'azienda ha tenuto in collaborazione con uno dei licei della città. Nel corso del 2018 e del 2019 ha inoltre organizzato delle visite guidate rivolte agli studenti di tecnologie informatiche affinché familiarizzassero con l'intero processo creativo legato all'industria videoludica . Nell'ottobre del 2019, l'azienda è stata integrata nell'azienda russa Playrix.

## Storia
- La società, nata nel 1999 a opera di Alexander Lyskovsky e Sergey Zanin, studenti della Università Statale di Novosibirsk, apre i battenti con la sezione dedicata allo sviluppo dei videogiochi, seguita a ruota da quella della pubblicazione. Vengono così distribuiti i primi due giochi: Puzzle Rally[7] e Bubble Bobble Nostalgie[8].
- Nel 2001 viene distribuito Magic Ball, il primo gioco 3D, con diverse similarità ad Arkanoid, sviluppato dallo studio Dream Dale di Irkutsk. Il gioco diviene popolare in breve tempo e Alawar conosce il suo primo rapido sviluppo [senza fonte]. Magic Ball viene localizzato in diverse lingue, trasferito sulle console PlayStation e su iOS, dando la possibilità ad Alawar di distribuire diversi sequel del gioco.
- Lo sviluppo della propria piattaforma di distribuzione inizia nel 2003 e da quel momento l'azienda comincia a lavorare su giochi casual [senza fonte].
- Nel 2006, Alawar diviene una delle prime società russe a supportare i pagamenti via SMS per i propri prodotti[9].
- Nel 2008 vengono distribuiti i primi giochi delle serie Farm Frenzy e The Treasures of Montezuma, e alla fine di quell'anno Alawar si espande collaborando con Mail.ru, Rambler e Euroset.ru.
- È nel 2009 che l'azienda inizia a sviluppare e a trasferire giochi su dispositivi mobili, console e social media. App Store, Google Play, PlayStation Network e altri servizi di rilievo diventano i punti di promozione dei nuovi giochi. All'agosto del 2009 risale l'accordo di collaborazione firmato tra Alawar e Oleg Kuvaev, il quale concede al primo il diritto di uso esclusivo del marchio Masyanya sino al 2014[10].
- Il 2010 vede la distribuzione di circa 15 progetti per iPhone e iPad. The Treasures of Montezuma per iOS si colloca tra i primi 2 migliori giochi per iPad e tra i primi 20 per iPhone negli Stati Uniti [senza fonte].
- Nel 2011, Alawar espande la produzione e comincia a dedicarsi alla pubblicazione di giochi multi-piattaforma per PC, Mac, iOS, Android e PSP Mini. Lo stesso anno segna l'inizio anche di una serie di progetti attorno al Technopark di Novosibirsk Akademgorodok con lo scopo di istruire, fornendo la consulenza di sviluppatori esperti, chiunque sia interessato alla creazione di studi di videogiochi [senza fonte].
- Nel 2012 Alawar avvia lo sviluppo di diversi progetti free-to-play. Lo stesso anno The Treasures of Montezuma Blitz viene pubblicato per PS Vita facendo diventare Alawar il primo editore di terze parti a distribuire un gioco free-to-play con microtransazioni sulle console Sony [senza fonte].
- Nel 2015 Alawar inizia lo sviluppo dei giochi mid-core[non chiaro] da distribuire su Steam.
- Nel 2016 l'azienda pubblica Beholder, un gioco incentrato sulla simulazione della vita in uno stato totalitario. Quello stesso anno, Beholder vince nelle categorie Excellence in Game Design e Best Indie Game alla DevGAMM, la conferenza sui giochi indipendenti tenuta a Minsk, e riceve due seguiti diversi negli anni seguenti.
- Sempre nel 2016, un team di sviluppo interno all'azienda inizia a lavorare su nuove tipologie di progetti utilizzando sia la realtà virtuale sia proprie soluzioni software. Vede così la luce Sammy, un gioco horror VR, il quale entra a far parte dei 3 migliori giochi scaricati in tutto il mondo, venendo incluso nella lista dei Migliori nuovi giochi per la realtà virtuale [senza fonte].

## Aree di attività

### Sviluppo
Alawar si occupa di sviluppo di giochi sin dal 1999.
- Giochi casual per PC e MacBook. Si tratta dell'ambito di sviluppo nel quale Alawar si trova da più tempo. L'azienda ha distribuito oltre 500 progetti tra cui giochi incentrati sulla gestione del tempo, avventure basate sulla ricerca di oggetti nascosti e rompicapi basato sugli allineamenti di 3 oggetti identici. I giochi casual di Alawar sono disponibili per Windows e per Mac OS (con oltre 70 titoli nel Mac App Store). Tra i molti progetti realizzati, i principali includono The Treasures of Montezuma, Farm Frenzy, The House of the 1000 Doors [senza fonte]. Per questi progetti, Alawar collabora con BigFishGames, GameHouse, WildTangent, iWin e altri portali web che offrono giochi casual.
- Giochi per dispositivi mobili. Dal 2009, Alawar ha cominciato a trasferire i propri giochi sulle piattaforme mobili più famose, tra cui iOS, Android e Windows Mobile. L'azienda ha inoltre distribuito giochi free-to-play per dispositivi mobili originali (ShakeSpears!, Montezuma Blitz, Farm Frenzy: New Adventures, ecc.) e su licenza (Heroes War, ecc.).
- Giochi per console. Sin dal 2010, Alawar trasferisce i propri progetti mid-core [non chiaro] e casual su tutte le console e i sistemi operativi disponibili (PS, Nintendo Switch, Xbox, iOS, Android, ecc.).
- Giochi sperimentali (VR). Il team di sviluppo di Alawar è coinvolto in progetti per Samsung Gear VR, Google Daydream e Google Cardboard. Sammy, il primo gioco VR distribuito nel maggio del 2017, è diventato ben presto uno dei 3 migliori giochi scaricati in tutto il mondo, entrando nella lista dei Migliori nuovi giochi per la realtà virtuale [senza fonte]. Le attività dell'azienda nel campo della realtà virtuale per il 2020 sono state momentaneamente sospese.

### Pubblicazioni
Alawar si occupa di pubblicazioni sin dal 1999.
Il reparto editoriale collabora con gli studi e le aziende del settore per produrre giochi. Al momento Alawar collabora con oltre 30 aziende di sviluppo.
L'azienda collabora con sviluppatori di giochi indipendenti stanziati principalmente in Russia e nell'Europa orientale. Collabora con oltre 30 aziende di sviluppo e conta più di 500 giochi distribuiti negli ultimi anni.

### Distribuzione
In Russia e nei paesi dell'ex-URSS i contenuti casual di Alawar vengono distribuiti tramite il sito ufficiale Alawar.ru e il programma affiliato, che include oltre 1500 partner come Mail.ru e Rambler.ru.
Dal 2004 sono stati venduti oltre 1 miliardo di giochi casual sui siti web di Alawar e dei suoi partner, i quali hanno un pubblico attivo superiore ai 16 milioni di utenti al mese.

## Premi e riconoscimenti
- 2008 – Farm Frenzy viene nominato come miglior gioco casual alla Game Developers Conference 2008[11]
- 2008 – Farm Frenzy viene nominato dalla Disney Family come miglior software per famiglie del 2008, ricevendo il iParenting Media Award [senza fonte]
- 2008 – Alawar vince il Runet Prize 2008[12], il Premio Nazionale della Federazione Russa per il contributo allo sviluppo del segmento digitale russo
- 2009 – Alawar.ru viene votato tra i 3 migliori siti web nella categoria Website of the Year durante il Russian Entertainment Awards 2009[senza fonte]
- 2012 – Alawar viene nominata come miglior editore alla Game Developers Conference[senza fonte]
- 2012 – Alawar si posiziona al 24º posto[13] della lista delle trenta Aziende Digitali Russe stilata da Forbes
- 2012 – The Treasures of Montezuma è nominato il miglior progetto casual nella Game Developers Conference di Mosca[14]
- 2013 – Alawar conquista il 62º posto della lista Top 100 Russian Employers (62nd place) stilata da HeadHunter [senza fonte]
- 2016 – Beholder vince nelle categorie Excellence in Game Design e Best Indie Game alla conferenza sui giochi indipendenti DevGamm[15]
- 2017 – Beholder è nominato il Most Creative&Original Game e Best Indie Game durante la Game Connection America Conference[16]
- 2017 – Alawar diventa lo sponsor ufficiale della Siberia Game Dev Weekend Conference[senza fonte]
- 2017 – Beholder è nominato uno degli otto vincitori della categoria Best in Play della Game Developers Conference[17]
- 2017 – Do Not Feed The Monkeys riceve diversi riconoscimenti: Best Narrative (DevGamm Conference, Minsk)[18], Most Innovative (3DWire, Segovia), Best Indie Game (FEFFS, Strasbourg), DevGamm Choice (Get It! Conference, Odessa), Media Choice (Indiecade Europe, Paris)
- 2019 – Do Not Feed The Monkeys è finalista dell'Independent Games Festival (IGF) in diverse categorie: Innovative Game, Best Design e Grand Prix[19].